# Palácio de Inverno

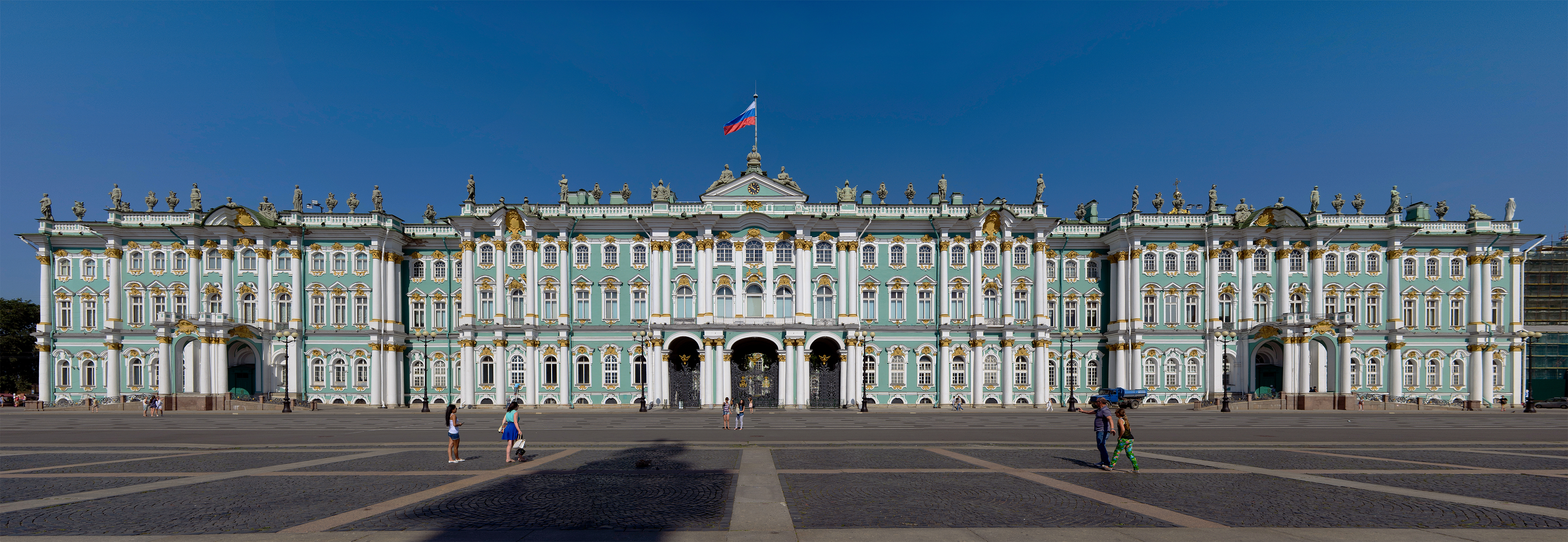
O Palácio de Inverno

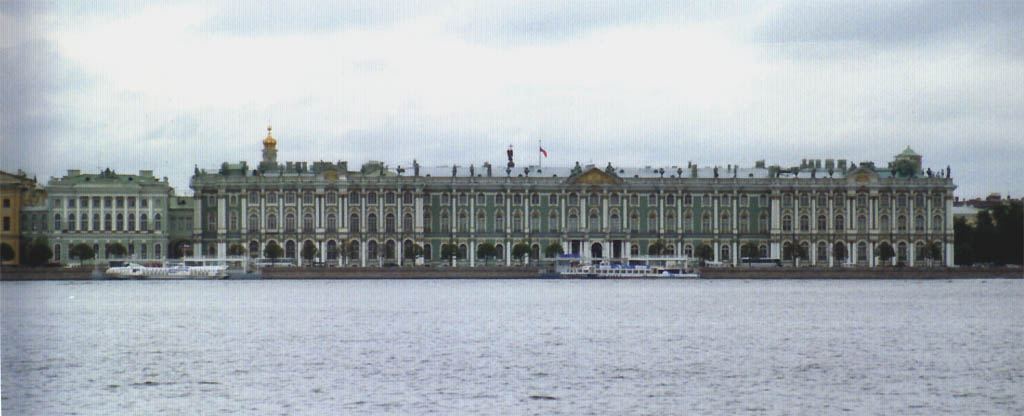
O Palácio de Inverno visto do rio Neva

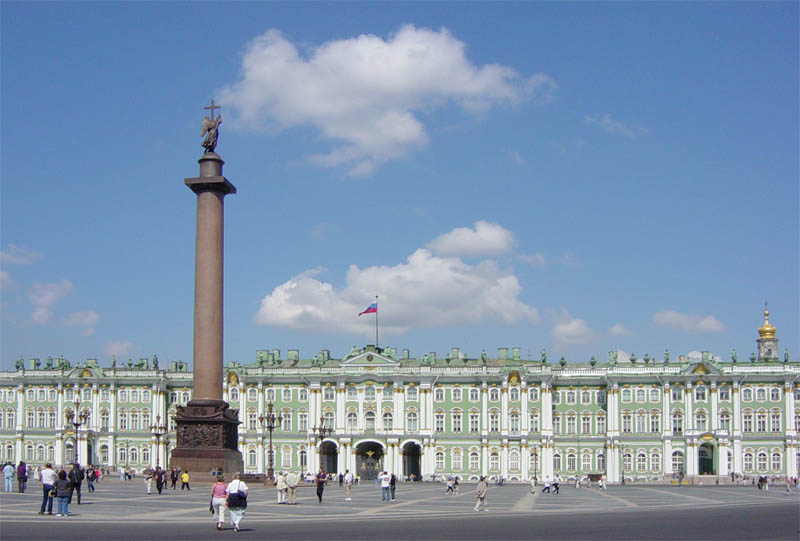
O Palácio de Inverno visto da Praça do Palácio

O Palácio de Inverno (russo:  Зимний дворец, tr. Zimnij dvorets; IPA: [ˈzʲimnʲɪj dvɐˈrʲɛts]) é um palácio em São Petersburgo que serviu como residência oficial da Casa de Romanov, imperadores anteriores, de 1732 a 1917. O palácio e seus recintos agora abrigam o Museu Hermitage. Situado entre o aterro do Palácio e a Praça do Palácio, adjacente ao local do Palácio de Inverno original de Pedro, o Grande, o atual e quarto Palácio de Inverno foi construído e alterado quase continuamente entre o final da década de 1730 e 1837, quando foi severamente danificado por um incêndio e imediatamente reconstruído. A invasão do palácio em 1917, como retratado na arte soviética e no filme Outubro de Sergei Eisenstein de 1928, tornou-se um símbolo da Revolução de Outubro.
Os imperadores construíram seus palácios em uma escala monumental que visava refletir o poder da Rússia Imperial. A partir do palácio, os czares governaram mais de 22 800 000 quilômetros quadrados, quase 1/6 da massa terrestre da Terra, com 125 milhões de súditos, até o final do século XIX. Vários arquitetos participaram do projeto do Palácio de Inverno, mais notavelmente o italiano Bartolomeo Rastrelli (1700-1771), no que ficou conhecido como o estilo barroco elisabetano. O palácio verde e branco tem a forma geral de um retângulo alongado e sua fachada principal tem 215 metros (705 pés) de comprimento e 30 m (98 pés) de altura. O Palácio de Inverno foi calculado para conter 1 886 portas, 1 945 janelas, 1 500 quartos e 117 escadarias. Após um grave incêndio, a reconstrução do palácio de 1837 deixou o exterior inalterado, mas grandes partes do interior foram redesenhadas em uma variedade de gostos e estilos, levando o palácio a ser descrito como um "palácio do século 19 inspirado em um modelo em estilo rococó".
Em 1905, o Domingo Sangrento ocorreu quando os manifestantes marcharam em direção ao Palácio de Inverno, mas por esta altura a Família Imperial tinha optado por viver no mais seguro e isolado Palácio de Alexandre em Tsarskoe Selo (lit. "aldeia real"), retornando ao Palácio de Inverno apenas para ocasiões formais e de Estado. Após a Revolução de fevereiro de 1917, o palácio funcionou por um curto período como sede do Governo Provisório Russo, liderado por Alexander Kerensky. Mais tarde, no mesmo ano, um destacamento de soldados e marinheiros da Guarda Vermelha invadiu o palácio, num momento decisivo no nascimento do Estado soviético, derrubando o Governo Provisório.